# Porquéricourt
Porquéricourt és un municipi francès, situat al departament de l'Oise i a la regió dels Alts de França. L'any 2007 tenia 344 habitants.

## Demografia

### Població
El 2007 la població de fet de Porquéricourt era de 344 persones. Hi havia 130 famílies de les quals 20 eren unipersonals (12 homes vivint sols i 8 dones vivint soles), 47 parelles sense fills, 43 parelles amb fills i 20 famílies monoparentals amb fills.
La població ha evolucionat segons el següent gràfic:
Habitants censats

### Habitatges
El 2007 hi havia 138 habitatges, 130 eren l'habitatge principal de la família, 2 eren segones residències i 6 estaven desocupats. Tots els 138 habitatges eren cases. Dels 130 habitatges principals, 96 estaven ocupats pels seus propietaris, 30 estaven llogats i ocupats pels llogaters i 4 estaven cedits a títol gratuït; 1 tenia dues cambres, 13 en tenien tres, 45 en tenien quatre i 71 en tenien cinc o més. 107 habitatges disposaven pel capbaix d'una plaça de pàrquing. A 51 habitatges hi havia un automòbil i a 65 n'hi havia dos o més.

### Piràmide de població
La piràmide de població per edats i sexe el 2009 era:
| Homes | Edats   | Dones |
| ----- | ------- | ----- |
| 0     | 95 o +  | 0     |
| 0     | 90 a 94 | 0     |
| 0     | 85 a 89 | 0     |
| 0     | 80 a 84 | 0     |
| 8     | 75 a 79 | 0     |
| 4     | 70 a 74 | 0     |
| 4     | 65 a 69 | 12    |
| 16    | 60 a 64 | 4     |
| 4     | 55 a 59 | 12    |
| 28    | 50 a 54 | 24    |
| 12    | 45 a 49 | 16    |
| 8     | 40 a 44 | 16    |
| 16    | 35 a 39 | 20    |
| 8     | 30 a 34 | 4     |
| 12    | 25 a 29 | 16    |
| 28    | 20 a 24 | 12    |
| 8     | 15 a 19 | 12    |
| 12    | 10 a 14 | 24    |
| 24    | 5 a 9   | 8     |
| 4     | 0 a 4   | 4     |

## Economia
El 2007 la població en edat de treballar era de 223 persones, 176 eren actives i 47 eren inactives. De les 176 persones actives 151 estaven ocupades (84 homes i 67 dones) i 26 estaven aturades (11 homes i 15 dones). De les 47 persones inactives 17 estaven jubilades, 15 estaven estudiant i 15 estaven classificades com a «altres inactius».

### Ingressos
El 2009 a Porquéricourt hi havia 128 unitats fiscals que integraven 358 persones, la mediana anual d'ingressos fiscals per persona era de 18.239,5 €.

### Activitats econòmiques
Dels 8 establiments que hi havia el 2007, 1 era d'una empresa de fabricació d'altres productes industrials, 6 d'empreses de construcció i 1 d'una empresa de serveis.
Dels 4 establiments de servei als particulars que hi havia el 2009, 1 era una fusteria, 1 lampisteria i 2 electricistes.
L'any 2000 a Porquéricourt hi havia 10 explotacions agrícoles que ocupaven un total de 330 hectàrees.

## Equipaments sanitaris i escolars
El 2009 hi havia una escola elemental integrada dins d'un grup escolar amb les comunes properes formant una escola dispersa.

## Poblacions més properes
El següent diagrama mostra les poblacions més properes.